# مارتین هارنیک
مارتین هارنیک (آلمانی: Martin Harnik؛ زادهٔ ۱۰ ژوئن ۱۹۸۷) بازیکن فوتبال اهل اتریش است که در پست مهاجم بازی می کند.
از باشگاه‌هایی که در آن بازی کرده‌است می‌توان به وردر برمن، فورتونا دوسلدورف، اشتوتگارت و هانوفر ۹۶ اشاره کرد.
وی همچنین در تیم ملی فوتبال اتریش بازی کرده‌است.